# أردوغان كايا
أردوغان كايا (بالتركية: Erdoğan Kaya) هو لاعب كرة قدم تركي، ولد في 27 مارس 2001 في ألتنداغ في تركيا. لعب مع نادي بشكتاش.

## وصلات خارجية
- أردوغان كايا على موقع اتحاد تركيا (لاعب) (الإنجليزية)
- أردوغان كايا على موقع قاعدة بيانات كرة القدم.إي يو (الإنجليزية)
- أردوغان كايا على موقع Soccerway.com (الإنجليزية)